# Субальпійська республіка
Субальпійська республіка (італ. Repubblica Subalpina) — короткочасна італійська держава періоду Наполеонівських війн.

## Історія
В 1800 році французької армії вдалося під командуванням Наполеона завоювати Італію. 20 червня 1800 року був захоплений Турин, був повалений король Сардинії і проголошена Субальпійська республіка, яка перебувала під наглядом французької військової адміністрації. З квітня 1801 року по вересень 1802 державою керував тимчасовий уряд, а 11 вересня 1802 року Субальпійська республіка ліквідується в зв'язку з реорганізацією Італії (відновлення Неаполітанського королівства і Папської області, перетворення Тосканського князівства  в Етрурське королівство і перетворення Цизальпійської республіки в Італійську).